# Alocha propria
Alocha propria är en insektsart som först beskrevs av Young 1977.  Alocha propria ingår i släktet Alocha och familjen dvärgstritar. Inga underarter finns listade i Catalogue of Life.